# Hemipristis elongata
Hemipristis elongata (Klunzinger, 1871) è un condroitto appartenente alla famiglia Hemigaleidae, diffuso lungo le coste di Africa, Asia e Oceania.

## Descrizione
Questa specie è di colore grigio o color bronzo, e possiede denti taglienti e seghettati ma leggermente storti, posti sulla mandibola. Il corpo è affusolato per permettere all'animale una maggiore velocità in acqua.

## Biologia

### Alimentazione
La dieta è alquanto variegata, comprendendo pesci ossei, altri squali, cefalopodi e granchi.

### Riproduzione
La riproduzione è ovovivipara, come di regola negli squali.

## Distribuzione e habitat
La specie è presente lungo le coste orientali dell'Africa, dal Sudafrica fino all'Egitto, le coste meridionali e orientali dell'Asia, dal Golfo Persico fino alla Cina, e le coste dell'Australia, ad una profondità non superiore ai 130 m.

## Conservazione
Questo squalo viene pescato soprattutto in Asia per la qualità della carne e per le sue pinne ed il fegato; la pressione antropica incontrollata ha portato questa specie ad un declino anche nelle zone ove un tempo era considerata comune. Per tale motivo la Lista rossa IUCN ha attribuito a H. elongata lo status "VU" (vulnerabile).
Un discorso a parte va fatto invece per l'Australia, laddove questo squalo rappresenta solo una piccola parte del mercato ittico, tanto che in quest'area viene considerato "LC" (a rischio minimo).

## Pesca
Questi squali vengono spesso pescati per le pinne, con cui si prepara una zuppa molto commercializzata in Cina e nei paesi vicini; anche la carne viene consumata, mentre il fegato viene utilizzato come fonte di vitamine; con il resto della carcassa si ottiene una farina animale.